# 柱突瓦蛛
柱突瓦蛛（学名：Walckenaeria cylindrica）为皿蛛科瓦蛛属的动物。在中国大陆，分布于安徽等地。该物种的模式产地在安徽。